# Ілувець-Великий
Ілувець-Великий (пол. Iłówiec Wielki) — село в Польщі, у гміні Бродниця Сьремського повіту Великопольського воєводства.
Населення — 111 осіб (2011).
У 1975-1998 роках село належало до Познанського воєводства.

## Демографія
Демографічна структура станом на 31 березня 2011 року:
|          | Загалом | Допрацездатний вік | Працездатний вік | Постпрацездатний вік |
| -------- | ------- | ------------------ | ---------------- | -------------------- |
| Чоловіки | 48      | 6                  | 39               | 3                    |
| Жінки    | 63      | 15                 | 38               | 10                   |
| Разом    | 111     | 21                 | 77               | 13                   |